# Lamont Lilly
Lamont Lilly (Fayetteville, 1979) è uno scrittore e attivista statunitense, impegnato a Durham, nella Carolina del Nord.
Alle Elezioni presidenziali negli Stati Uniti d'America del 2016 si candidò come vice-presidente per il Workers World Party.

## Biografia
Nacque nel 1979 a Fayetteville e fu congedato con onore dall'United States Army Reserve nel 2001. Nel 1998 si trasferì a Durham, dove si laureò alla North Carolina Central University nel 2003 in diritto penale. Lilly al tempo aspirava a diventare avvocato. Durante il periodo da matricola lavorò in un negozio e permise a un suo amico di usare il suo sconto da dipendente. Successivamente confessò e fu accusato d'appropriazione indebita. Ebbe quindi difficoltà a mantenere un impiego e per un periodo fu senzatetto. Queste esperienze influenzarono la sua concezione della giustizia e della politica.
Dopo la laurea, si dedicò ai corsi di sociologia nella stessa università, ma decise di dedicarsi all'attivismo in una associazione non-profit per l'educazione dei giovani afroamericani. Nel 2005 venne assunto dalla sua università, ma lasciò l'impiego nel 2008.

### Attivismo
Nel 2011 partecipò alle proteste del movimento Occupy Wall Street a New York. Lo stesso anno si unì al Workers World Party (WWP). Nelle Elezioni presidenziali negli Stati Uniti d'America del 2016 si candidò come vice-presidente per il partito. Lilly lasciò il partito nel 2018, sebbene continui a dichiararsi un socialista.
Nel 2010 viaggiò in Colombia come delegato per i diritti umani tramite Witness for Peace. Nel 2015 si recò in Siria e in Libano assieme a Ramsey Clark e Cynthia McKinney. A Beirut parlò nel ruolo di rappresentante per il Black Lives Matter al forum internazionale per la giustizia in Palestina. A Damasco incontrò dei rappresentanti del Fronte Popolare per la Liberazione della Palestina.
Inoltre, Lilly seguì in qualità di giornalista e attivista diverse proteste dedicate alle difficoltà degli afroamericani per diverse riviste, come All Black Media, Colorlines, San Francisco Bay View e The Charlotte Post. Le sue attività sono state riportate da CNN e dal The New York Times.